# 通理大師
通理大师，辽朝僧人，以监造石经闻名。
隋朝僧徒静琬在涿州大房山的白带山开凿石室，刻石板佛经在石室收藏，唐朝建号云居寺。辽朝经战争，通理想要续造。大安九年（1093年），开放戒坛，募化钱财。交给通慧圆照大师，校勘刻石。大安十年（1094年），共刻碑四千八十片，经四十四帙。天庆七年（1117年），又将辽道宗时所刻石经大碑一百八十片，寺僧通理大师等校刻石经小碑四千八十片，埋在寺西南的地洞里，上建石塔一座，刻文《涿州涿鹿云居寺续秘藏石经塔记》。